# William Henry Preece
William Henry Preece (15 février 1834 - 6 novembre 1913) était un ingénieur électricien et inventeur gallois. Il joua un rôle important dans l'introduction et le développement de la télégraphie sans fil et du téléphone en Grande-Bretagne.

## Biographie
Preece est né à Caernarfon (comté de Gwynedd), au Pays de Galles, en Grande-Bretagne le 15 février 1834 de l'union de Richard Preece et Jane Hughes, fille d'un armateur. La famille déménagea à Londres en 1845. Il fit ses études au King's College School (en) et au King's College de Londres. Preece poursuivit sa formation à la Royal Institution à Londres sous la supervision de Michael Faraday. Il a ensuite été ingénieur consultant pour le service des postes dans les années 1870 à l'époque de la nationalisation du réseau télégraphique britannique (1870). En 1873, il donna des conférences à l'École d'ingénierie militaire (en) à Chatham.
Il est devenu plus tard ingénieur en chef du Bureau de la Poste en 1892. Il a apporté plusieurs améliorations dans le système de signalisation ferroviaire pour en augmenter la sécurité utilisant la télégraphie électrique en s'appuyant sur les travaux de Charles Wheatstone et William Fothergill Cooke,. Durant cette période, il aurait entretenu une correspondance avec Oliver Lodge.

## Télégraphie
En 1853, il joint l'Electric Telegraph Company. Inventeur, il prit un brevet pour un système de télégraphe duplex - permettant d'envoyer des signaux simultanément sur la même ligne, en doublant sa capacité.
En 1889, Preece entreprit des expériences au lac Coniston Water dans la région de Lake District dans le comté de Cumberland et réussit à transmettre et à recevoir des signaux radio Morse sur une distance d'environ 1 mile (1,6 km) à travers l'eau. Il a également développé un système de télégraphie sans fil en 1892. Preece introduisit en Angleterre un système téléphonique similaire à celui qui avait été breveté aux États-Unis par Alexander Graham Bell en 1876. En 1885, Preece et Arthur West Heaviside (frère d'Oliver Heaviside) ont expérimenté des lignes télégraphiques parallèles et découvrirent des effets parasites rattachés au phénomène d'induction électromagnétique mettant en évidence le phénomène de diaphonie).

## Télégraphie sans fil
En 1896, Preece rencontre Guglielmo Marconi venu en Grande-Bretagne pour trouver des investisseurs prêts à le soutenir financièrement dans ses recherches pour son nouveau système de télégraphie sans fil qu'il tente de mettre au point. Preece, qui avait lui-même tenté ce type de transmission de messages sans fil, est enthousiasmé par les travaux du jeune Marconi, devient l'un de ses plus fervents partisans et lui procure le soutien de la Poste britannique qui lui procure une aide financière et permet à Marconi de réaliser des expériences dont, entre autres, celles consistant dans la transmission de messages de l'île de Flat Holm à Lavernock Point (en) dans le sud du Pays de Galles.
Une longue rivalité opposait William Henry Preece et Oliver Heaviside quant à leur conception sur l'électricité. Preece n'a apparemment jamais compris les progrès des travaux de James Clerk Maxwell en physique mathématique et a insisté sur le fait que l'ajout d'inductance à une ligne télégraphique ne pouvait que nuire, même si la théorie et les expériences de Maxwell et Heaviside montrèrent le contraire. Preece a été élu président de l'Institution des ingénieurs civils entre avril 1898 et novembre 1899.

## Prix et distinctions
- Récipiendaire de la médaille Telford de l'Institution of Civil Engineers pour son travail sur les câbles sous-marins. (1860)[2]

- Il a été fait chevalier de l'Ordre du bain en 1899[1],[8].